# Franz Clement

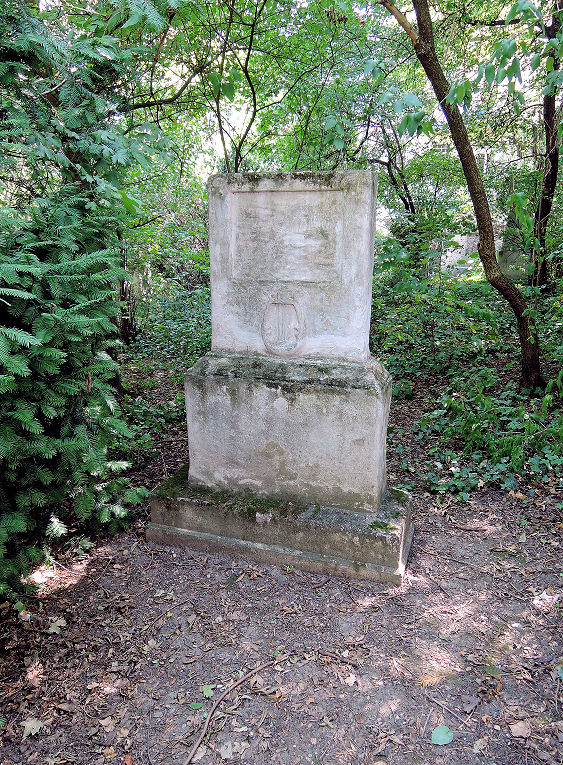
Das Grab Franz Clements in seinem heutigen Zustand im Gräberhain des Währinger Schubertparks

Franz Joseph Clement (* 17. November 1780, getauft am 18. November in Wien; † 3. November 1842 ebenda) war ein österreichischer Violinist, Pianist, Dirigent und Komponist.

## Leben
Franz Clements Vater war Tafeldecker, Wegedirektor und Geiger in der privaten Musikkapelle von Generalfeldzeugmeister Ferdinand Philipp Graf von Harsch zu Almedingen (1704–1792); selbst unterrichtete er seinen Sohn von dessen vierten bis zum siebten Lebensjahr im Geigenspiel. Danach erhielt er Unterricht bei dem Violinisten Franz Kurzweil dem Älteren. Clement debütierte im Alter von neun Jahren im Wiener Hofburgtheater auf seiner Diminutivgeige. Als Wunderkind unternahm er in Begleitung seines Vaters Konzertreisen durch die Niederlande und England, unter anderem spielte er am 7. Juli 1791 in Oxford bei der Promotion Joseph Haydns (1732–1809) zum Ehrendoktor. Im Jahr der Rückkehr nach Kontinentaleuropa trat er am 9. August 1792 vor dem an diesem Tag in Prag zum König von Böhmen gekrönten Franz I. (1768–1835) auf.
Ab 1802 war Clement Orchesterdirektor (Konzertmeister) am Theater an der Wien. Im Theaterbetrieb als angenehme Abwechslung empfunden wurden die Akademien: Bei der von Clement am 7. April 1805 veranstalteten Akademie wurde Beethovens Dritte Sinfonie erstmals öffentlich aufgeführt. Da Clement für die Akademie zu Weihnachten 1806 ein Vorzeigestück brauchte, erteilte er Ludwig van Beethoven (1770–1827) den Auftrag für ein Violinkonzert. Am 23. Dezember 1806 brachte er Beethovens Violinkonzert zur Uraufführung, ohne über ausreichend Probezeit verfügt zu haben. Der geniale Virtuose meisterte die Aufgabe mit Bravour. Clement liebte seinen Vortrag mit Effectchen zu versehen. So stand auf dem Anschlagzettel zum oben genannten Konzert als besonderer Punkt: „Wird Herr Clement auf der Violine phantasiren und auch eine Sonate auf einer einzigen Saite mit umgekehrter Violin spielen.“
1811 nahm er Urlaub und trat eine Kunstreise in das Russische Kaiserreich an. In Riga schuldlos der Spionage verdächtigt, wurde er nach Aufenthalten in Petersburg und Brody an die österreichische Grenze eskortiert, von wo er sich, mittellos geworden, durch Auftritte bis Wien durchschlug. Da sein Posten im Theater an der Wien besetzt war, nahm er für den Sommer 1812 im nahen Stadttheater Baden bei Wien eine Verpflichtung als Musikdirektor an, in welcher er das Orchester des am 9. Mai 1812 nach einem Neubau wiedereröffneten Hauses leitete. Obwohl in Baden bereits für 1811 als Kapellmeister vorgesehen, ging Clement mit Sommersaison 1813 als Orchesterdirektor unter Carl Maria von Weber (1786–1826) an das Ständetheater Prag. 1817 kehrte er an das Theater an der Wien zurück.
Clement, der auch ein ausgezeichneter Pianist war, ist der Nachwelt wegen seines außergewöhnlichen musikalischen Gedächtnisses bekannt. So verfertigte er einen Klavierauszug von Haydns Die Schöpfung und Cherubinis Oper Faniska aus dem Gedächtnis.

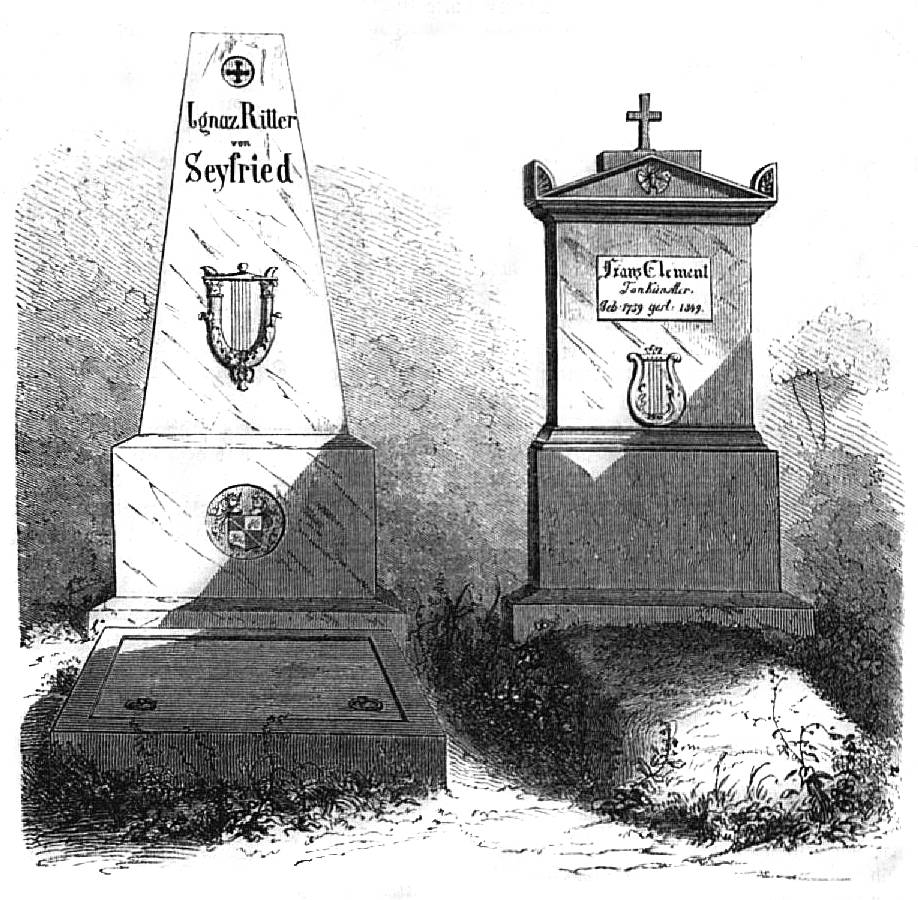
Das Grab von Clement 1859 (rechts), damals schräg gegenüber jenem Beethovens.

Im Alter galt er als ein merkwürdiger und schwieriger Charakter; so soll er im Sommer wie im Winter denselben leichten Rock getragen haben und arg verwahrlost gewesen sein. Er starb zwei Wochen vor seinem 62. Geburtstag in einem Kaffeehaus auf der Laimgrube. Seine Ehefrau Kunigunde Theresia war schon 1831 gestorben. Clements Grabstein auf dem ehemaligen Währinger Ortsfriedhof ist erhalten.

## Clements Stammbuch
Von musikgeschichtlichem Interesse ist das umfangreiche Stammbuch Franz Clements, in das sich von 1789 bis 1806 viele bedeutende Musiker eintrugen, darunter Joseph Haydn, Johann Nepomuk Hummel und Ludwig van Beethoven. Es befindet sich heute in der Österreichischen Nationalbibliothek und ist als Digitalisat im Internet einsehbar.

## Werke

### Orchester
- Konzert für Klavier und Orchester B-Dur op. 5 (1803)
- Konzert für Violine und Orchester Nr. 1 D-Dur (1805)
- Konzert für Violine und Orchester Nr. 2 d-Moll (1810)
- Polonaise (1819)
- Polonaise (1828)
- Grand Divertissement (1829)
- Rondo op.36 mit Streichquartett
- Concertine brillante mit Streichquartett
- Variationen op.1 mit Streichquartett, 2 Oboen und 2 Hörner
- Grand Potpourri op. 30 (1820)

### Kammermusik
- Variationen für Flöte und Gitarre op. 31

### Solowerke für Violine
- 8 Solovariationen
- 6 Soloetüden
- 6 Solovariationen